# Congrès universel d'espéranto de 1936
Pour un article plus général, voir Congrès universel d'espéranto.
Le congrès universel d’espéranto de 1936 est le 28e congrès universel d’espéranto, organisé en août 1936, à Vienne en Autriche. 